# La Sagrada Família amb Maria Magdalena (Tipus-III, Cleveland)
El quadre La Sagrada Família amb Maria Magdalena és el prototip del Tipus-III d'aquest tema, al Catàleg Raonat d'obres d'El Greco, realitzat per Harold Wethey, on consta amb el núm. 86.
La tipología és força diferent de les dues anteriors, tan per la introducció de María Magdalena com pel tractament donat als altres personatges.

## Temàtica de l'obra
L'episodi de la Sagrada Família acompanyada per Maria Magdalena no apareix d'una manera explícita als l'Evangelis. Tanmateix, és una escena emotiva, que devia agradar a la sensibilitat popular, sense molestar l'església de la Contrareforma.

## Anàlisi de l'obra
La composició deriva del Tipus-II però amb canvis molt importants: aquí no es pot parlar de la Mare de Déu de la Llet, no apareix Santa Anna, i en canvi ara apareix Maria Magdalena situada a la dreta, mentre que Santa Anna era a l'esquerra.
El color és encantador, molt harmoniós, especialment degut al contrast entre el blau del mantell de la Verge i el vermell del de la Magdalena, i a l'exquisit equilibri d'aquests colors amb el brillant groc de la túnica de Josep de Natzaret. El Nen Jesús no té l'aspecte naturalista i una mica desagradable dels Tipus I i II. Aquí, en canvi, es veu un Nen rialler i enjogassat, que accepta una fruita a Sant Josep.
Maria ha esdevingut més estilitzada i delicada, juvenil i hermosa, tot i que el seu rostre expressa una melangia que no tenia en les versions anteriors. Sant Josep ha estat desplaçat de la dreta a l'esquerra, i sosté a la seva mà dreta un bol de vidre amb fruites, que ofereix al Nen.
La Magdalena apareix amb una graciosa i amable postura, malgrat que s'endevina una psicologia complexa i torturada, que contrasta amb la serenitat de la Verge. El seu mantell escarlata no amaga totalment la seva cabellera rossa, formant un bonic contrast.
Com en les versions anteriors, El Greco elimina tota referència ambiental, i l'ambient es redueix a un cel blau amb núvols blancs.

## Estat de conservació
L'estat de conservació no és bo (especialment en les vestidures) tot i que ha sofert restauracions en les diverses col·leccions per les quals ha passat.

## Procedència
- Convento de Esquivias; Torrejón de Velasco
- Juan Gutiérrez; Torrejón de Velasco
- Vargas Machuca, Madrid
- Stanislas O´Rossen, París (1908)
- von Nemes, Budapest (1913)
- Gentile di Giusepe, París
- adquirit pel Museu d'Art de Cleveland l'any 1926[5]

## Còpies del Tipus-III
Existeixen vàries còpies de l'original d'El Greco, però són de qualitat dubtosa.
- Madrid; Còpia cuidada, de la que no consten les dimensions.
- Bucarest; Antigament al Palau Reial;Oli sobre llenç; 84 x 70 cm.; Taller d'El Greco; 1600-10
- Montreal; Oli sobre llenç; 122 x 102 cm.; 1620-30
- Hispanic Society New York (no s'exhibeix); Oli sobre llenç; 119 x 99 cm.; còpia del s. XVII ?
- Ciutat de Mèxic; Museu Nacional de Belles Arts; Oli sobre llenç; 127 x 89 cm.; còpia del s. XIX
- Barcelona; Oli sobre llenç; 74 x 60 cm.; Imitació moderna.[6]